# Wiwohka
Wiwohka /=roaring water/, jedno od niza malenih plemena pravih Muskogee ili Upper Creek Indijanaca iz Alabame. Wiwohke su imali sela na ušću Hatchet Creeka u okrugu Coosa i na Weoka Creeku, u današnjem okrugu Elmore. 'Grad' (tulwa) Wiwohka pripadao je 'mirovnim' ili 'bijelim gradovima' Creeka. Ovo ime sačuvalo se i danas u imenu jednog grada u obliku Wewoka u Oklahomi.